# Escola Estadual Clóvis Salgado
A Escola Estadual Clóvis Salgado é uma instituição de ensino público estadual, localizada no município brasileiro de São Sebastião do Paraíso, estado de Minas Gerais, Brasil. O nome da instituição deu-se origem ao político Clóvis Salgado da Gama, então governador de Minas Gerais na década de 1950 e membro do Conselho Federal da Educação entre 1964 a 1968.
Em agosto de 1965, o deputado estadual Bonifácio José Tamm de Andrada deixou o cargo legislativo e assumiu a Secretaria de Educação do Estado de Minas Gerais na gestão do governador José de Magalhães Pinto. No ano seguinte, por meio da lei estadual 4 115 de 29 de março de 1966, foi criado a Escola Estadual Clóvis Salgado.
Localizado na Avenida Monsenhor Mancini 435, no Bairro Irmãos Bello, a escola abriga alunos do ensino fundamental e do ensino médio e possui nota 4,7 no Índice de Desenvolvimento da Educação Básica (IDEB) de 2019, sendo 3,9 a nível médio.
Em agosto de 2019, a Secretaria de Estado da Educação (SEE) ofertou 5 480 vagas para cursos profissionalizantes nas redes estaduais de ensino e, para os moradores de São Sebastião do Paraíso, a Escola Estadual Clóvis Salgado recebeu o curso de Recursos Humanos.